# Валемајо
Валемајо (итал. Vallemaio) је насеље у Италији у округу Фрозиноне, региону Лацио.
Према процени из 2011. у насељу је живело 409 становника. Насеље се налази на надморској висини од 293 м.

## Становништво
| 1931. | 1936. | 1951. | 1961. | 1971. | 1981. | 1991. | 2001. | 2011. |
| ----- | ----- | ----- | ----- | ----- | ----- | ----- | ----- | ----- |
| 1.543 | 1.658 | 1.552 | 1.417 | 1.116 | 1.122 | 1.137 | 1.052 | 1.002 |